# Trachymene eriocarpa
Trachymene eriocarpa är en flockblommig växtart som beskrevs av George Bentham. Trachymene eriocarpa ingår i släktet Trachymene och familjen flockblommiga växter. Inga underarter finns listade i Catalogue of Life.